# Pharaphodius costatulus
Pharaphodius costatulus är en skalbaggsart som beskrevs av Schmidt 1908. Pharaphodius costatulus ingår i släktet Pharaphodius och familjen Aphodiidae. Inga underarter finns listade i Catalogue of Life.